# UFO战士阿波罗
UFO战士阿波罗（UFO戦士ダイアポロン，ユーフォーせんしダイアポロン）是EIKEN制作的机器人动画在1976年（昭和51年）4月6日至同年9月28日于TBS系毎週火曜19：00 - 19：30 (JST) 放送。全26話。
続編UFO战士阿波罗II『UFO戦士ダイアポロンII』在1976年（昭和51年）10月7日至1977年（昭和52年）2月24日于東京12チャンネル（現・テレビ東京）毎週木曜19：00 - 19：30 (JST) 放送。全21話。

## 介绍
丹撒軍團為了得到芯式能源(エナルジーハート)而攻擊阿波羅星(アポロン星)。阿波羅星因此被攻陷而滅亡。不過这之前阿波羅王國的大臣拉比，帶著的王子和芯式能源的資料逃到地球。拉比把王子交給孤兒院青空學園照顧，然後自己躲起来等王子長大。王子被取名叫阿武，在他16歲時拉比出現並告訴他真正的身世和他體內藏有的鎖式能源(キー.エナルジー)秘密。虽然阿武對這些事起初半信半疑，但目睹丹撒軍團開始侵略地球就與學園的同伴組成UFO少年團參與戰鬥。